# Formoso
Formoso là một đô thị thuộc bang Goiás, Brasil. Đô thị này có diện tích 844,285 km², dân số năm 2007 là 5168 người, mật độ 6,1 người/km².